# Giuseppe Turrini
Giuseppe Turrini (Avio, 5 aprile 1826 – Bologna, 1899) è stato un indologo italiano.
Dopo aver partecipato alle Cinque Giornate di Milano e trascorso un periodo da rifugiato politico a Torino, divenne nel 1860 docente di filologia all'università di Bologna. Fu grande traduttore e pubblicò una raccolta dei Veda.